# 扎達爾足球俱樂部
扎達爾足球俱樂部（NK Zadar）是克羅地亞的足球俱樂部。主場位於扎達爾。主場球場是Stanovi球場。

## 外部連結
- 官方网站 （克羅埃西亞文）
- NK Zadar （页面存档备份，存于） at uefa.com